# Goniocidaris parasol
Goniocidaris parasol is een zee-egel uit de familie Cidaridae.
De wetenschappelijke naam van de soort werd in 1958 gepubliceerd door Howard Barraclough Fell.